# BioAPI
BioAPI является стандартом BioAPI Consortium разработанный специально для унификации программных интерфейсов программного обеспечения разработчиков биометрических устройств.

## История
В марте 1999 Лаборатория Информационных Технологий NIST и Биометрический Консорциум США, спонсировавший группу разработки стандарта Human Authentication API HA-API, согласились объединить усилия в рамках BioAPI Consortium. В середине 1999 года реструктурированный BioAPI Consortium завершил разработку архитектуры API и в Марте 2000 года вышла спецификация стандарта 1.0, а в сентябре 2000 года появилась и реализация этого стандарта (reference implementation) на платформе MS Windows.
В марте 2001 вышла версия 1.1 стандарта и его реализации под Windows.

## Текущее состояние
На данный момент, принятым за основу стандартом является версия стандарта 1.1.
Пока ещё не вышла его версия под платформы Unix (Linux), но, насколько можно судить по сообщениями BioAPI Consortium разработка ведётся давно и уже был период бета тестирования среди членов консорциума.
Согласно статистике сайта консорциума, более 90 биометрических производителей уже заявили о совместимости своих продуктов и решений со стандартом BioAPI.